# Narcisa de Jesús Martillo y Morán
Svatá Narcisa de Jesús Martillo y Morán (29. října 1832, Nobol – 8. prosince 1869, Lima) byla ekvádorská římskokatolická laička a mystička.

## Život
Narodila se 29. října 1832 v Nobolu jako dcera Pedra Martilla Mosquery a Josefiny Morán. Její rodiče byli farmáři a během jejího dětství zemřeli. Později pracovala jako švadlena, aby uživila své bratry a sestry.
Když byla starší, rozhodla se zasvětit svůj život Bohu. V Limě žila v dominikánském klášteře.
Nikdy nesložila řeholní sliby, ale dodržovala přísný náboženský život. Každý den strávila osm hodin v samotě a modlitbě. Dodržovala přísný půst a žila skromným životem. Složila slib, že se čtyři hodiny v noci bude umrtvovat různými formami, např. nosila trnovou korunu. Mnohokrát strávila čas v extázi.
Zemřela 8. prosince 1869 v Limě.

## Proces svatořečení
Proces byl zahájen 26. září 1961 v arcidiecézi Guayaquil. Dne 23. října 1987 uznal papež sv. Jan Pavel II. její hrdinské ctnosti.
Dne 7. března 1992 uznal papež zázrak na její přímluvu. Blahořečena byla 25. října 1992.
Dne 1. června 2007 uznal papež Benedikt XVI. druhý zázrak na její přímluvu. Svatořečena byla 12. října 2008.